# 床波站
床波站（日语：／ Tokonami eki */?）是位於山口縣宇部市床波二丁目4番16號，西日本旅客鐵道（JR西日本）的宇部線車站。

## 歷史
- 1923年（大正12年）8月1日 - 宇部鐵道（日语：宇部鉄道）宇部新川站至此站之間開通，此站啟用。
  - 當時車站地址為山口縣吉敷郡西岐波村（日语：西岐波村）。
- 1924年（大正13年）8月17日 - 宇部鐵道床波站至本阿知須站（現時為阿知須站）之間開通。
- 1943年（昭和18年）
  - 5月1日 - 宇部鐵道被國有化。成為國有鐵道宇部東線車站。
  - 11月1日 - 西岐波村編入至宇部市，車站地址變為山口縣宇部市大字西岐波（日语：西岐波）。
- 1948年（昭和23年）2月1日 - 宇部東線改名為宇部線，此站成為宇部線車站。
- 1987年（昭和62年）4月1日 - 伴隨國鐵分割民營化，車站由西日本旅客鐵道（JR西日本）營運。
- 2002年（平成14年）4月1日 - 成為簡易委託車站，委托JR西日本廣島Maintec（日语：JR西日本広島メンテック）負責車站業務。
- 2006年（平成18年）3月20日 - 隨著實施住居表示，車站地址變為山口縣宇部市床波（日语：床波）二丁目[1]。
- 2012年（平成24年）9月28日 - 成為無人車站。

## 車站構造
車站是一座地面車站，設有2面2線的相對式月台，可進行列車交會。此站不是一線通過結構，各月台上只有單向場內、出發信號機。
車站大樓位於下行月台側，兩月台之間設有跨線橋連接。
此站是由山口地域鐵道部管理的無人車站。車站大樓內設有自動售票機。此站曾經設有POS終端，當時為簡易委託車站。

### 月台
| 月台         | 路線    | 上下行 | 方向                     |
| ------------ | ------- | ------ | ------------------------ |
| 車站大樓一方 | ■宇部線 | 下行   | 宇部新川、居能、宇部方向 |
| 車站大樓對面 | ■宇部線 | 上行   | 新山口方向               |

※在旅客資訊上沒有標示月台編號。

## 使用狀況
以下為近年使用人次：
| 乘車人次變化 | 乘車人次變化 |
| 年度         | 1日平均人次  |
| ------------ | ------------ |
| 1999         | 645          |
| 2000         | 585          |
| 2001         | 558          |
| 2002         | 466          |
| 2003         | 427          |
| 2004         | 393          |
| 2005         | 368          |
| 2006         | 359          |
| 2007         | 359          |
| 2008         | 346          |
| 2009         | 308          |
| 2010         | 317          |
| 2011         | 321          |
| 2012         | 309          |
| 2013         | 317          |
| 2014         | 292          |
| 2015         | 313          |
| 2016         | 344          |
| 2017         | 358          |
| 2018         | 381          |

## 車站周邊
車站周邊為床波地區的中心，為宇部市東部地區中最大型的市區。另外，在車站前設有古老住宅區和商店街，在海邊一方設有床波漁港。
商業設施
- 丸食（日语：マルショク）床波店

金融機構
- 山口銀行床波分店
- 西中國信用金庫（日语：西中国信用金庫）床波分店
- 西京銀行（日语：西京銀行）西岐波分店

郵局
- 床波郵局
- 萩原簡易郵局

主要企業
- 松月堂製麵包總部

教育機構
- 宇部市立西岐波小學
- 宇部市立西岐波中學

其他
- 宇部新都市（日语：宇部新都市）
- 白土海灘
- 床波漁港
- 床波公園

## 相鄰車站
西日本旅客鐵道（JR西日本）
■宇部線
丸尾－床波－常盤

## 注腳
1. ↑  宇部市｜第34次住居表示 （页面存档备份，存于）（日語）
2. ↑  山口縣統計年鑑

## 外部連結
- 床波｜車站資訊：JR出門網 - 西日本旅客鐵道（日語）